# Ainudrilus pauciseta
Ainudrilus pauciseta is een ringworm uit de familie van de Naididae. De wetenschappelijke naam van de soort is voor het eerst geldig gepubliceerd in 2003 door Wang & Erseus.